# Catherine Reitman
Catherine Marcelle Reitman (Los Ángeles, California; 28 de abril de 1981) es una actriz y crítica de cine estadounidense.

## Primeros años
Reitman nació en Los Ángeles, California, hija de la actriz franco-canadiense Geneviève Robert y el actor canadiense nacido en Eslovaquia Ivan Reitman. Su padre es de familia judía y su madre se convirtió al Judaísmo. Asistió al Cate School y se graduó en interpretación en la Universidad del Sur de California.

## Carrera
Reitman protagonizó la serie de televisión The Real Wedding Crashers, basada en la exitosa película Wedding Crashers. Apareció en las películas Knocked Up (2007)  I Love You, Man (2009) y My super ex-girlfriend (2006). También tuvo papeles en las series Hollywood Residential, It's Always Sunny in Philadelphia, How I Met Your Mother, Weeds, Workin' Moms (de la que es creadora y productora) y Black-ish.
En enero de 2011, Reitman lanzó Breakin' It Down with Catherine Reitman, un programa web de críticas de cine en YouTube, el cual terminó en julio de 2013. De vez en cuando sustituye a Kevin Smith como copresentadora junto a Ralph Garman en su podcast, Hollywood Babble-On.

## Vida personal
Es la hermana de Caroline Reitman y del director Jason Reitman. Está casada con Philip Sternberg.[cita requerida]